# Tachigali catingae
Tachigali catingae är en ärtväxtart som beskrevs av Adolpho Ducke. Tachigali catingae ingår i släktet Tachigali och familjen ärtväxter. Inga underarter finns listade i Catalogue of Life.